# Семейка Крудс. Начало
«Семейка Крудс. Начало» (англ. Dawn of the Croods) — американский анимационный сериал, основанный на мультфильме 2013 года «Семейка Крудс»; сериал является приквелом фильма. премьера состоялась 24 декабря 2015 года на Netflix. Второй сезон вышел 26 августа 2016 года, третий — 7 апреля 2017 года, а четвёртый — 7 июля 2017 года.

## Сюжет
Действие мультсериала происходит перед событиями мультфильма: Гип со своей семьёй обретает новых друзей и противостоит вражеским существам.

## Актёры и персонажи
- Ларейн Ньюман — Груг[2][8], Бад, Вомп
- Кри Саммер — Угга, Пэт[2], Клип
- Грей Делайл — Гип[2][8]
- Стефани Лемелин — Танк[8], Бэйтси, Стив
- А. Дж. Локасцио — Сэнди, Лерк[8]
- Дэн Милано — Грэн, Одноглазая Эмбер[9], Мош, Прэм